# Blue Hill (Nebraska)
Blue Hill è un comune degli Stati Uniti d'America, situato in Nebraska, nella contea di Webster.